# Simi Jan
Simi Jan (født 22. marts 1979 i Gentofte) er en dansk journalist med pakistansk baggrund, der siden 2006 har arbejdet for TV 2 Nyhederne som korrespondent.

## Biografi
Simi Jan blev født på Gentofte Hospital af forældre, der var indvandret til Danmark fra Pakistan, og er opvokset i Albertslund, Glostrup og Bagsværd. Hun er uddannet journalist fra Napier University (en) i Edinburgh i 2003 og har fra 2003-2005 læst mellemøststudier ved Syddansk Universitet.
Hun har tidligere arbejdet freelance for DR, Politiken, TV 2 og BBC. Hun har desuden tilrettelagt serien Islams Ansigter på P1 i 2006. Siden juni 2006 har hun været udlandsreporter for TV 2, og siden september 2007 har hun været korrespondent. Foruden Afghanistan dækker hun Indien og Pakistan.     
Jans anmelderroste debutbog "Til te hos Taleban" udkom i oktober 2012. 
I oktober 2022 udgav hun bogen "Kære Kabul".
Privat er hun gift med Allan og parret bor i Islamabad i Pakistan.

## Priser
I januar 2012 modtog Simi Jan Den Berlingske Fonds Journalistpris  med Puk Damsgård for deres journalistiske arbejde.
I maj 2012 modtog hun Mathildeprisen sammen med KULU. Denne pris er opkaldt efter forfatteren Mathilde Fibiger og gives til personer eller organisationer, der er med til at fremme ligestilling.